# Stadionul Dinamo (Moscova)
Stadionul Central Dinamo a fost un stadion din Moscova, Rusia, construit în 1928 și demolat în 2011. El avea capacitatea de 36.540 de locuri și a fost stadionul de casă al clubului Dinamo Moscova timp de 80 de ani, între 1928-2008.
Până la construcția Stadinului Central Lenin în 1956, Stadionul Central Dinamo a fost cea mai importantă infrastructură sportivă din Moscova. Stadionul a fost gazdă la Jocurile Olimpice de vară din 1980, aici având loc competiția de fotbal.
În 2008 stadionul a fost înschis, iar în 2011 a fost demolat pentru a face loc unui nou stadion, VTB Arena, construit special pentru Campionatul Mondial de Fotbal 2018.
În 1996 pe Stadionul Dinamo Michael Jackson a susținut un concert în cadrul HIStory World Tour. De asemenea și Deep Purple a evoluat aici în același an.